# Lorcha
Lorcha (en valenciano y cooficialmente l'Orxa) es un municipio de la Comunidad Valenciana, España. Situado en el norte de la provincia de Alicante, en la comarca del Condado de Cocentaina (el Comtat). El pasado 2023 contaba con 587 habitantes, según el INE. Antiguamente se llamaba Perputxent y hacía referencia al valle en el que se encuentra.

## Toponimia
El término Lorcha aparece en el siglo XIV cuando era propiedad de la Orden de Montesa y significa embarcación china, véase Lorcha (embarcación). Por otra parte, Para Lorcha hace referencia a un pez marino, véase Ophidion barbatum.

## Geografía
Municipio perteneciente a la comarca del Condado de Cocentaina, en la Cordillera Penibética valenciana, con un relieve muy accidentado: sierra de la Albureca. El tossal del Serrallo de 764 m de altitud se encuentra al sur de la localidad, la Solana de 836 m, al norte i la Safor (1011 m alt.), al este. Su término tiene una superficie de 31,76 km² y es atravesado por el río Serpis. Se accede desde Alicante, por carretera, tomando la A-7 para enlazar en Muro de Alcoy con la CV-705 y finalizar en la CV-701. Desde Valencia se debe tomar la carretera de Gandía N-332 hacia Villalonga CV-680, con dirección a «La Llacuna», enlazando con la pista forestal hasta Lorcha. La mayor parte de sus tierras son de secano, debido al accidentado relieve de su término. Pese a ello, su proximidad a la sierra de la Safor le proporciona un índice de lluvias anuales superior a la media valenciana.

### Localidades limítrofes
Limita con los términos municipales de Beniarrés, Planes, Vall de Gallinera, dentro de la provincia de Alicante; Ayelo de Rugat, Castellón de Rugat, Montichelvo, Salem, Terrateig y Villalonga en la provincia de Valencia.

## Historia
Los orígenes de la población son muy remotos e incluso algunos investigadores han querido ver en ella una antigua ciudad romana; sin embargo, estos extremos no han sido corroborados, y aunque es de destacar la importancia de los numerosos yacimientos arqueológicos del entorno y que dan ideas de la antigüedad de los pobladores de la zona.
Perteneció durante un tiempo a Al-Azraq, al cual había sometido Jaime I de Aragón en pacto de vasallaje en 1254. En el año 1269 el rey cedería la villa y el castillo a Gil Garcés de Azagra. Con posterioridad pasó a manos de Arnau de Romaní que en 1288 la cedió a la orden de los templarios. Con la desaparición de dicha orden pasó a la de Montesa.
El 13 de junio de 1316 Fray Martín Pérez de Oros, castellán de Amposta, otorgaba carta puebla a los moros de las alquerías de Lorcha, Benillup, Alquinencia y Benitaric, en el valle de Perpuchent, a fuero de Valencia. El 14 de noviembre de 1334 Fray Pedro de Tous, maestro de la orden de Montesa, establecía nuevas condiciones de poblamiento para las aljamas musulmanas del Valle de Perpuchent. Fue lugar de moriscos, ascendiendo estos a un total de 60 familias en 1602. Tras su expulsión en 1609, fue repoblada con mallorquines. En 1644 Lorcha quedaba destruida por un terremoto.
Hasta 1707 perteneció a la gobernación de Játiva (del Júcar), a partir de dicho momento y hasta 1833 formó parte de la gobernación (corregimiento) de Alcoy.
En 1865, el municipio se vio afectado por la peste del cólera. Por otra parte, entre el año 1877 y el 1879, un contraste se sequías y fuertes lluvias, golpearon de nuevo a los ciudadanos. Sin embargo, éstos siempre hicieron frente a los problemas. Más tarde, la llegada del Tren Alcoy Gandía (Txitxarra) en 1893, supuso una importante mejora de sus comunicaciones.

## Geografía humana

### Demografía
Cuenta con una población de 581 habitantes (INE 2024).
| Gráfica de evolución demográfica de Lorcha entre 1842 y 2021 |
| |
| Población de derecho según los censos de población del INE. Población de hecho según los censos de población del INE.En estos censos se denominaba Lorcha: 1842, 1857, 1860, 1877, 1887, 1897, 1900, 1910, 1920, 1930, 1940, 1950, 1960, 1970 y 1981. |

### Economía
Una fábrica de papel daba trabajo a cerca de la mitad del pueblo, cerró en 2001; en la actualidad, existe una empresa de artes gráficas. Una gran parte de la gente mayor obtiene rentas con la agricultura de secano, olivos, cerezos y almendros. Almendros, árboles frutales y otros tipos de cultivos de huerta completan una agricultura de autoconsumo.

## Administración y política
| Elecciones municipales 28 de mayo de 2023 |         |                      |       |         |            |            |
| Partido                                   | Partido | Candidato            | Votos | Votos   | Concejales | Concejales |
| Partido Popular                           |         | Juan Pablo Pinar Más | 267   | 61,81 % | 5          | 1          |
| Tots per l'Orxa                           | TpL     | Analdo Dueñas Crespo | 159   | 36,81 % | 5          | 1          |
| Fuente: Ministerio del Interior (España). |         |                      |       |         |            |            |

| Periodo   | Nombre                          | Partido   |
| --------- | ------------------------------- | --------- |
| 1979-1983 | José Cloquell Bonell            | PCE       |
| 1983-1987 | Pedro Llorens Pérez             | PSPV-PSOE |
| 1987-1991 | Pedro Llorens Pérez             | PSPV-PSOE |
| 1991-1995 | Pedro Llorens Pérez             | PSPV-PSOE |
| 1995-1999 | Pedro Llorens Pérez             | PSPV-PSOE |
| 1999-2003 | Pedro Llorens Pérez             | PSPV-PSOE |
| 2003-2007 | Juan Guillermo Moratal Cloquell | PP        |
| 2007-2011 | Juan Guillermo Moratal Cloquell | PP        |
| 2011-2015 | Juan Guillermo Moratal Cloquell | PP        |
| 2015-2019 | Arnaldo Dueñas Crespo           | TpL       |
| 2019-2023 | Juan Pablo Pinar Mas            | PP        |

## Gastronomía
El pueblo tiene algunos platos típicos. En primer lugar, el Blat Picat, que es un guiso tradicional valenciano hecho con carne, verduras y trigo. El arroz caldoso con verduras y legumbres también es un plato representativo del pueblo. En cuanto a los embutidos, destacan por estar elaborados de manera artesanal y los más conocidos de la zona son la pieza negra y la volteta de sobrasada. Por otra parte, el espencat es una ensalada de pimientos rojos y berenjenas asadas o al horno con bacalao, a veces lleva otras ingredientes pero el que no falta nunca es el aceite de oliva de la zona.

## Monumentos y lugares de interés
- Castillo de Perputxent: es de origen musulmán y se data entre los siglos XII y XIII. Cuando pasó a manos cristianas, tuvo una gran remodelación con nuevas torres. El lugar donde se encuentra era estratégico para la vigilancia y la dominación del río Serpis. En esta zona se hallaron varios tipos de materiales de la Edad del Bronce y de la cultura íbera. En 1998 fue declarado Bien de Interés Cultural (BIC) y en 2009 fue adquirido por la Diputación de Alicante.[13]
- Canèssia: Necrópolis romana de origen íbero-romano. Existe una leyenda que cuenta que, antiguamente, había una pequeña campana allí y desapareció. Esta leyenda alude a la llegada de los musulmanes a la zona.[14][15]
- Castillo de la Barsella: conocido localmente como el Castellet. Era un recinto poligonal sobre un cerro cónico, musulmán, datado en los siglos XII-XIII, actualmente se encuentra prácticamente destruido.
- Puente de Lorcha: se halla edificado sobre el río Serpis y se bautizó con el nombre Blai. Consta de 7 arcos de medio punto apoyados sobre pilastras rectangulares, prolongándose en sus extremos mediante muros que constituyen los estribos. La finalización de la obra se data el 3 de febrero de 1922.[16]
- Barranc de les Foies: lugar donde se encuentran antiguos hornos de hacer cal. Se han encontrado varios yacimientos en la zona.[17]
- Font dels Bassiets. Paraje a las afueras de Lorcha que cuenta con zona recreativa donde hacer barbacoas, así como un manantial con agua fresca y además unas cuevas subterráneas en el interior de la montaña.[18]
- Font dels Olbits.
- Font de la Serquera.[19]

### Rutas
La zona es conocida por tener una gran variedad de rutas de senderismo. La vía verde del río Serpis es uno de los intinerarios más frecuentados entre los vecinos. Otras opciones de rutas son la ruta del Barranc de l'Infern i Fonts de la Safor de 25 km o la ruta de la vía verde de Beniarrés de casi 16 km. Una opción más ligera es la ruta del Castillo de Perputxent que cuenta con 4,47 km.

## Fiestas
Las fiestas patronales se celebraban en honor a santa María Magdalena, patrona de la ciudad. En la actualidad son el fin de semana más cercano al 21 de julio, los siguientes días: viernes, sábado, domingo y lunes. El día 19 es la fiesta de las mujeres y por la noche se celebra la olleta de los moros y los cristianos. El día 20 por la mañana sale la Diana de Moros y Cristianos y por la tarde la entrada de Moros y Cristianos. Este día se hace en honor al Sagrado Corazón de Jesús y es el día de los hombres. El día 21 los protagonistas son la Quinta Festera y se honra a la Divina Aurora. Por último, el día 22 se celebra la fiesta en honor al Santísimo Cristo de la Agonía junto a una procesión.